# Communauté de communes du pays d'Éguzon - Val de Creuse
La communauté de communes du pays d'Éguzon - Val de Creuse est une ancienne communauté de communes française, située dans le département de l'Indre, en région Centre-Val de Loire.
Le 1er janvier 2017, elle a fusionné avec la communauté de communes du pays d'Argenton-sur-Creuse pour former la communauté de communes d'Éguzon - Argenton - Vallée de la Creuse.

## Histoire
La communauté de communes a été créée au 1er janvier 2006 par un arrêté préfectoral du 30 décembre 2005.
Dans le cadre des dispositions de la loi portant nouvelle organisation territoriale de la République (Loi NOTRe) du 7 août 2015, et du schéma départemental de coopération intercommunale arrêté par le préfet, la communauté de communes a fusionné le 1er janvier 2017 avec la communauté de communes du Pays d'Argenton-sur-Creuse, et former ainsi une intercommunalité rassemblant vingt-et-une communes et 20.000 habitants. C'est la seconde intercommunalité de l'Indre du département, après la communauté d'agglomération Châteauroux Métropole et à égalité avec la communauté de communes du Pays d'Issoudun,, malgré l'opposition du pays d'Éguzon - Val de Creuse.

## Territoire communautaire

### Géographie
La communauté de communes se trouvait dans le sud du département de l'Indre et disposait d'une superficie de 144,82 km2.
Elle s'étendait sur 8 communes du canton d'Argenton-sur-Creuse et était en 2016, la plus petite intercommunalité à fiscalité propre du département

### Composition
Les communes de la CDC étaient : Badecon-le-Pin, Baraize, Bazaiges, Ceaulmont, Cuzion, Éguzon-Chantôme (siège), Gargilesse-Dampierre et Pommiers.

### Démographie
| 2005  | 2006  | 2012  | 2014  | 2016  |
| ----- | ----- | ----- | ----- | ----- |
| 4 349 | 4 453 | 4 488 | 4 548 | 4 475 |

## Politique et administration

### Siège
Le siège de l'intercommunalité était à Éguzon, 4 route du Moulin de l’Étang.

### Liste des présidents
| Période          | Période          | Identité              | Étiquette | Qualité |
| ---------------- | ---------------- | --------------------- | --------- | --- |
| 30 décembre 2005 | avril 2014       | Jean-Claude Blin      | PS        | Maire d'Éguzon-Chantôme (1989) Député de l'Indre (2e circ.)(1988 à 1993) Conseiller général d'Éguzon-Chantôme (2011 à 2015) Conseiller départemental d'Argenton-sur-Creuse (2015 → ) |
| avril 2014       | 31 décembre 2016 | Pierre Petitguillaume | DVD       | Artisan garagiste retraité Maire de Ceaulmont (1971) Conseiller général d'Éguzon-Chantôme (1992 à 2011) Président de la Chambre de métiers de l'Indre (1992 à 2011)                  |

### Compétences
Les compétences de la communauté de communes étaient :
- l'aménagement de l'espace ;
- le développement et l'aménagement économique ;
- le développement et l'aménagement social et culturel ;
- l'environnement ;
- le logement et l'habitat ;
- la voirie.

### Régime fiscal et budget
La communauté de communes était un établissement public de coopération intercommunale à fiscalité propre.
Elle percevait la fiscalité professionnelle unique (FPU) qui a succédé à la taxe professionnelle unique (TPU) – et assure une péréquation de ressources entre les communes résidentielles et celles dotées de zones d'activité, ainsi que la redevance d'enlèvement des ordures ménagères (REOM).
Le budget primitif 2016 de l'intercommunalité, adopté le 3 mars 2016, prévoyait :
- pour le budget principal, près de 5,2 M€ dont 2,2 M€ en fonctionnement et 3 M€ en investissement ;
- le budget annexe des ordures ménagères de 633 600  € en fonctionnement dont 490 000 € de recettes provenant des usagers, et 313.000 € en investissement ;
- le budget annexe pour l'action économique de 141 650 € en fonctionnement et 1,2 M€ en investissements[17].